# Çumra
Çumra – miasto w Turcji w prowincji Konya.
Według danych na rok 2000 miasto zamieszkiwało 42 308 osób.